# Hogwarts Express
Hogwarts Express je imaginarni vlak iz serijala o Harryju Potteru koji kreće s kolodvora King's Cross točno u 11 sati ujutro, s perona 9 i 3/4. Taj se peron nalazi između perona 9 i 10, te je dostupan samo čarobnjacima. Na taj peron čarobnjaci ulaze kroz začaranu debelu pregradu između perona 9 i 10, pazeći da ne budu upadljivi bezjacima. Hogwarts Express je vrlo udoban i prostran. To je vlak s parnom lokomotivom. Sastoji se od više vagona od kojih je jedan i poseban vagon za prefekte. Po vanjskom se izgledu Hogwarts Express ne razlikuje mnogo od običnih, starinskih vlakova.                                                 
Vlak vozi prema sjeveru, prema Hogwartsu, školi vještičarenja i čarobnjaštva. Vlak staje u selu Hogsmeade, smještenom nedaleko od škole Hogwarts.

## King's Cross
King's Cross željeznički je kolodvor u Londonu s kojeg kreće Hogwarts Express. A peron s kojeg kreće Hogwarts Express jest peron 9 i 3/4 do kojeg se dolazi prolazom kroz pregradu devetog i desetog perona. 